# 犯罪都市2
是一部2022年上映的韓國犯罪片、動作片，由《素媛》、《吾王長存》等電影的副導演李尚龍執導。此片為2017年電影《犯罪都市》的續集，由馬東石、孫錫久領銜主演，並由崔貴華及朴智煥聯合演出。電影於2022年5月18日在韓國上映，台灣上映時間為2022年5月20日，香港及新加坡上映時間為2022年5月26日。

## 劇情概要
掃蕩加里峰中國朝鮮族黑幫任務後過了4年，衿川刑警副隊長馬錫道（馬東石 飾）被派遣到一間雜貨店處理一件人質脅持案，雖然成功制伏了嫌犯卻被指控暴力執法，局長迫於無奈讓馬錫道和全日萬隊長（崔貴華 飾）前往越南引渡逃跑的嫌犯劉鍾勛順便避風頭，而該名嫌犯曾在韓國搶劫後來逃到越南。
兩人來到越南駐韓領事館與領事交談後得知嫌犯刘钟勋是受不了良心譴責來自首的，兩人對這說詞不以為然，於是暗中對刘钟勋逼供，刘钟勋只好供出同夥李宗斗所在地後兩人來到同夥的家，發現李宗斗已經被殺害。於是兩人再次來到刘钟勋面前告知李宗斗已死的消息，看刘钟勋不說實話馬錫道再次對他逼供，刘钟勋受不了才告訴兩人真相。刘钟勋等人與同樣來自韓國的姜海尚（孫錫久 飾）綁架一名來自韓國富二代崔容基，雙方發生爭執崔容基趁亂逃逸，雖然被抓回但是崔容基立即就被姜海尚殺害，刘钟勋等人與姜海尚再次發生爭執時其中一名同夥則被姜海尚的同夥殺害，刘钟勋與李宗斗不敢再吭聲而幫姜海尚埋屍，在此之前姜海尚將崔容基的手臂砍下寄回韓國向崔容基的黑幫父親崔春白勒索贖金，刘钟勋怕被滅口於是跑來大使館自首，但李宗斗不幸被姜海尚找到殺害。馬錫道在看過領事館內的失蹤人口後推斷姜海尚綁架韓國遊客，先勒索家屬再將他們殺害。於是先打電話到韓國的同事調查姜海尚然後不顧上司和領事的阻擾來到姜海尚埋屍的地點，三人挖掘後發現不只是崔容基的屍體外還發現另外三名韓國遊客的屍體，但此舉引起越南警方的不滿，因為韓國警察在當地沒有執法權。
馬錫道透過同樣來自韓國的朋友和當地韓國黑幫調查出姜海尚在越南的住址後立即趕過去，崔春白早已雇用殺手來替自己的兒子復仇，殺手們透過韓國黑幫的指引下先行來到姜海尚的家，姜海尚回家後察覺不對勁後與同夥將埋伏殺手們全部殺死，同時得知這群殺手是崔春白派來的，而他的錢被崔春白的殺手拿走，於是姜海尚打電話威脅崔春白將錢還他，否則他會殺到韓國找他算帳。此時馬錫道與全日萬趕到姜海尚的家，馬錫道在住宅發現各國護照後發現姜海尚不止在越南犯案而包含其他東南亞國家，此時全日萬隊長突然被姜海尚偷襲砍成重傷，姜海尚與同夥聯合對付馬錫道依然不敵，同夥被打暈而姜海尚趁亂逃跑，之後馬錫道把全日萬隊長送去當地醫院治療，治療的同時，也從韓國的屬下得知，在菲律賓、柬埔寨的各2個死亡韓國遊客的案子中，經過查驗，與姜海尚在越南綁架殺害的4個韓國觀光客手法相同，總計8人確認都是姜海尚所為。馬錫道與全日萬因屢次越界執法而即將被越南警方驅除出境，馬錫道也以回韓國坐牢來逃避死刑的條件利誘姜海尚的同夥，得知姜海尚已經偷渡回韓國。
馬錫道與全日萬一回到衿川警署立即被局長責罵，兩人擔心局長會把此案交給其他部門於是說服局長，局長給馬錫道兩人一周的時間抓兇手不然此案交託給別的部門。馬錫道透過先前被張謙刺傷的前夷帥幫幫主張夷帥（朴智煥 飾）得知有艘船已經偷渡到韓國，而姜海尚偷了一部車後就不知所蹤。崔春白在得知姜海尚要偷渡到韓國後再次雇用殺手。馬錫道前往崔容基的喪禮弔祭時也派遣兩名部下在此待命，當崔春白在打算前往停車場與殺手碰面時被混入現場的姜海尚偷襲並綁走，而在停車場的殺手們也被姜海尚曾在菲律賓合作過的殺手兄弟張基哲與張順哲所殺，即使馬錫道部下及時發現卻依然讓姜海尚逃脫。
姜海尚砍下崔春白的拇指後將手指和勒索視頻快遞給崔春白的妻子金仁淑，並勒索要20億韓元當贖金，先前馬錫道曾將崔容基的遺體交還給崔家人，於是金夫人帶著證物來衿川警署報案，馬錫道透過調查張氏兄弟也與姜海尚在菲律賓犯下的罪刑有所關聯，當姜海尚打電話時金夫人提出會給兩百萬美金和需要一名司機的要求，不然不付贖金，姜海尚本打算拿到贖金後將崔春白和金夫人殺掉滅口，聽到這要求為了錢也不得不同意。馬錫道找來張夷帥來充當司機，並在交易地點附近打轉，而馬錫道的部下吳東均（许栋元 飾）依線索帶隊找到綁架地點時發現受傷的崔春白，欲救崔春白卻突然被的姜海尚刺傷，其餘警員聞訊後趕來而讓姜海尚開車逃逸。全日萬隊長趕來得知崔春白獲救和吳東均受傷後立即通知馬錫道，馬錫道與其他警員立即追捕張氏兄弟，張氏兄弟得知有警察後欲將兩百萬美金據為己有立即追殺金夫人與張夷帥。張夷帥趁亂開車將兩百萬美金帶走逃跑，金夫人則逃到一家購物中心，馬錫道與警員及時趕到救下金夫人後接著制伏逮捕張氏兄弟。即使姜海尚及時趕到且追殺張夷帥卻還是讓後者逃掉。
張夷帥安排好逃脫路線正準備偷渡逃離時卻碰上姜海尚，為了保命將兩百萬丟棄後逃離，姜海尚得到錢後也沒有追殺張夷帥而搭上公車離開此地，沒走遠的張夷帥看到後立即通知馬錫道，當初馬錫道為了以防萬一而警告張夷帥那筆錢早已被做記號，一使用就會被追蹤，迫於無奈只好接受馬錫道的要求假裝安排偷渡引出姜海尚。公車在經過一處地下道公車被馬錫道給攔下，馬錫道以執行公務為由要求司機與乘客下車，姜海尚欲分一半贖金給馬錫道，被馬錫道拒絕後兩人開始搏鬥，最後被馬錫道制服。崔春白因教唆殺人被警方起訴，韓國官方也派遣警察到東南亞國家協同當地警方調查，而馬錫道、全日萬與其他警員（包含傷癒的吳東均）一起喝酒慶祝。

## 演員陣容

### 主要人物
- 馬東石 飾演 馬錫道，首尔衿川警察局重案组副班长，警衔警卫。
- 孫錫久 飾演 姜海尚，在越南、菲律賓和柬埔寨等東南亞國家绑架殺害勒索韩国人的犯罪份子。
- 崔貴華 飾演 全日萬，衿川警察局重案组班长，警衔警卫。

### 其他人物
- 朴智煥 飾演 張夷帥，前夷帅派老大，在上一集大難不死後解散帮派开设韩国梦想国际婚姻介绍所担任社长。
- 许栋元 飾演 吳東均，衿川警察局重案组刑警。
- 河俊 飾演 姜鴻碩，衿川警察局重案组刑警。
- 鄭宰光 飾演 金尚勳，衿川警察局重案组新任刑警，綽號「老么」。
- 南文哲（朝鲜语：남문철） 饰演 崔春白，朝恩资本会长、崔勇基的父亲。
- 朴志暎 饰演 金仁淑，崔春白的妻子。
- 李柱元（朝鲜语：이주원 (배우)） 饰演 朴昌秀，韩国驻胡志明总领事馆警察驻外官员。
- 音文碩 飾演 張基哲，姜海尚曾在菲律賓合作過的杀手同伙。回韓國後再度與姜海尚合作。
- 金燦亨 飾演 張順哲，姜海尚曾在菲律賓合作過的杀手同伙。回韓國後再度與姜海尚合作。
- 李圭元（朝鲜语：이규원 (1991년)） 饰演 斗益，姜海尚在越南的手下。
- 全镇吾（朝鲜语：전진오） 饰演 刘钟勋，加里峰洞金银店强盗团三人帮，逃往越南后受雇于姜海尚，后感到威胁而向韩国驻越南领事馆自首。
- 李多日（朝鲜语：이다일） 饰演 李宗斗，刘钟勋的同伙。
- 金英成 饰演 金基白，刘钟勋的同伙。
- 车宇镇 饰演 崔勇基，韩国富二代，到胡志明投资被姜海尚绑架撕票。
- 朴光在 饰演 朴室长，朝恩资本的秘书室长，崔春白的心腹。
- 白承益（朝鲜语：백승익） 饰演 银带鱼，崔春白雇佣到越南处理姜海尚的杀手。
- 崔在勋（朝鲜语：최재훈 (배우)） 饰演 螳螂，崔春白雇佣的杀手。
- 禹康民（朝鲜语：우강민） 饰演 拉古，越南的韩国黑社会，经营以游客为对象的私设赌场。
- 姜德重（朝鲜语：강덕중） 饰演 调皮鬼，拉古的手下。
- 宋耀燮（朝鲜语：송요셉） 饰演 特兰，越南警察。
- 韩宇烈 饰演 独眼船长
- 权赫范（朝鲜语：권혁범） 饰演 小新，在超市劫持人质的精神分裂症患者。
- 朴恩宇（朝鲜语：박은우 (배우)） 饰演 在超市被劫持的大学生
- 李泰圭（朝鲜语：이태규 (배우)） 饰演 华侨杀手
- 孙相庆（朝鲜语：손상경） 饰演 崔勇基葬礼上的黑社会

### 特别出演
- 郑仁基 饰演 李尚勇，衿川警察局局长。
- 尹炳熙 饰演 汽油，在越南从事夜店拉客，为马锡道提供犯罪份子情报。

## 發行

### 票房
截至2022年12月31日，累計觀影人次達12,693,302名，為2022年韓國票房最高的電影。

## 獎項紀錄
| 年份   | 頒獎禮                     | 獎項                      | 入圍者         | 結果 | 備註        |
| ------ | -------------------------- | ------------------------- | -------------- | ---- | ----------- |
| 2022年 | 第43届青龙电影奖           | 觀眾票選最受歡迎電影獎    | 不適用         | 獲獎 | [ 5 ]       |
| 2022年 | 第43届青龙电影奖           | 技術獎                    | 許明行、尹成民 | 獲獎 | [ 5 ]       |
| 2022年 | 第43届青龙电影奖           | 最佳剪輯                  | 金鮮珉         | 提名 | [ 6 ]       |
| 2022年 | 第43届青龙电影奖           | 最佳新人導演              | 李尚龍         | 提名 | [ 6 ]       |
| 2022年 | 第43届青龙电影奖           | 最佳男配角                | 朴智煥         | 提名 | [ 6 ]       |
| 2022年 | 第31屆釜日電影獎           | 最佳新人男演員            | 孫錫久         | 提名 | [ 7 ]       |
| 2022年 | 第31屆釜日電影獎           | 最佳男配角                | 朴智煥         | 提名 | [ 7 ]       |
| 2022年 | 第27屆春史國際電影節       | 觀眾票選最受歡迎電影獎    | 不適用         | 獲獎 | [ 8 ] [ 9 ] |
| 2022年 | 第27屆春史國際電影節       | 最佳男配角                | 朴智煥         | 獲獎 | [ 8 ] [ 9 ] |
| 2022年 | 第27屆春史國際電影節       | 最佳新人導演              | 李尚龍         | 獲獎 | [ 8 ] [ 9 ] |
| 2022年 | 第27屆春史國際電影節       | 最佳男配角                | 孫錫久         | 提名 | [ 8 ] [ 9 ] |
| 2022年 | 第58屆大鐘獎               | 最佳攝影                  | 朱成麟         | 獲獎 | [ 10 ]      |
| 2022年 | 第58屆大鐘獎               | 最佳剪輯                  | 金鮮珉         | 獲獎 | [ 10 ]      |
| 2022年 | 第58屆大鐘獎               | People's Choice獎         | 朴智煥         | 獲獎 | [ 10 ]      |
| 2022年 | 第58屆大鐘獎               | 最佳新人導演              | 李尚龍         | 提名 | [ 11 ]      |
| 2022年 | 第58屆大鐘獎               | 最佳男配角                | 朴智煥         | 提名 | [ 11 ]      |
| 2022年 | 第58屆大鐘獎               | 最佳男配角                | 孫錫久         | 提名 | [ 11 ]      |
| 2022年 | 第42屆韩国电影评论家协会奖 | 最佳新人男演員            | 孫錫久         | 獲獎 | [ 12 ]      |
| 2022年 | 第九屆韓國電影製作人協會獎 | 最佳男主角                | 馬東石         | 獲獎 | [ 13 ]      |
| 2022年 | 錫切斯電影節               | 亞洲焦點單元 最優秀作品獎 | 不適用         | 獲獎 | [ 14 ]      |
| 2022年 | 女性電影人獎               | 技術獎                    | 金鮮珉         | 獲獎 | [ 15 ]      |
| 2023年 | 第21届韩国导演选择奖       | 電影部門 年度新人導演獎   | 李尚龍         | 提名 | [ 16 ]      |
| 2023年 | 第59屆百想藝術大獎         | 電影部門 新人導演獎       | 李尚龍         | 提名 | [ 17 ]      |
| 2023年 | 第59屆百想藝術大獎         | 電影部門 男子最優秀演技獎 | 馬東石         | 提名 | [ 17 ]      |
| 2023年 | 第59屆百想藝術大獎         | 電影部門 男子配角獎       | 朴智煥         | 提名 | [ 17 ]      |

## 外部連結
- NAVER上《犯罪都市2》的資料
- Daum上《犯罪都市2》的資料

- 韩国电影数据库（KMDb）上《犯罪都市2》的資料
- 互联网电影数据库（IMDb）上《犯罪都市：極拳執法》的资料（英文）
- 豆瓣电影上《犯罪都市2》的資料 （简体中文）
- Box Office Mojo上《犯罪都市2》的资料（英文）